# جهود مالت

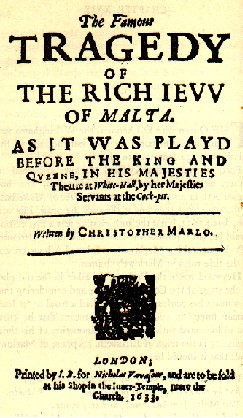
جهود مالت

جهود مالت (انگلیسی: The Jew of Malta یا به هجی اصلی The Ievv of Malta) نمایشنامه‌ای اثر کریستوفر مارلو است که در ۱۵۸۹ یا ۱۵۹۰ نوشته شده‌است. داستان در طی جنگ امپراتوری عثمانی و اسپانیا در مدیترانه اتفاق می‌افتد و در جزیره مالت واقع شده‌است. محققان روی نگاه نمایشنامه به یهودیان و اینکه تماشاگر دوران الیزابت چگونه آن را تعبیر می‌کرده، اتفاق نظر ندارند. جهود مالت تأثیر زیادی روی نمایشنامه تاجر ونیزی اثر ویلیام شکسپیر گذارده‌است.